# مغراوة (قبيلة)
بنو مغراوة هي إحدى بطون قبيلة زناتة الأمازيغية التى استقرت بشرق المغرب وغرب الجزائر بعد الفتوحات الإسلامية.  من الشخصيات البارزة ولد مغراوة بن بصلتين بن مسر ابن زاكيا بن ورسيك بن ألديرت بن زناتة،  تولت الحكم من الأوراس حتى المحيط الأطلسي، بين 986 -1070 م. قبيلة مغراوة كانت من أول القبائل الأمازيغية اعتناقاً للإسلام وساندوا عقبة بن نافع في حملته للأطلسي في 683. وأصبحوا من الخوارج في القرن الثامن، وتحالفوا مع الأدارسة. وفي القرن العاشر تحالفوا مع أمويي الأندلس (قرطبة). نتيجة لهذا التحالف عَلَق المغراويون في النزاع الأموي الفاطمي في المغرب. وبالرغم من انتصارهم على حلفاء الفاطميين في 924، إلا أنهم أنفسهم انقلبوا حلفاء للفاطميين. وعندما عادوا للتحالف مع أمويي قرطبة (الأندلس)، طُردوا من وسط المغرب الأقصى على يد الزيريين، الذين حكموا نيابة عن الفاطميين. إلا أنهم سنة 980، تمكنوا من طرد المكناسة من سجلماسة.

## الدولة المغراوية
تحت قيادة زيري بن عطية (ت. 1001)، تمكن المغراوة من بسط نفوذهم على فاس تحت السيادة الأموية، ووسعوا دولتهم على حساب بني يفرن. وحين قامت ثورة ضد الأمويين، تمكن المنصور الأموي من إخمادها، إلا أن المغراوة تمكنوا من استعادة السيطرة على فاس. وتحت الحكام المتعاقبين، المعز (1001 - 1026)، حمامة (1026 - 1039) ودوناس (1039)، تمكن المغراويون من ترسيخ حكمهم في شمال ووسط المغرب، إلا أن التناحر الداخلي بعد 1060 مكن المرابطين من هزيمتهم في 1070، ووضع نهاية لحكمهم.[بحاجة لمصدر]

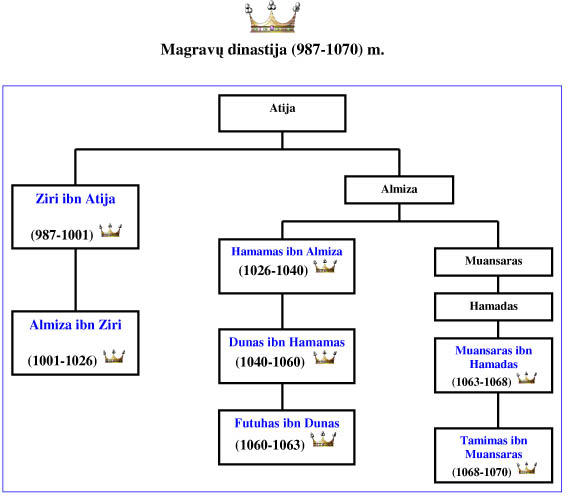
سلالة زيري إبن عطية